# COGIX
Der COGIX (COGeneration IndeX) ist ein Wirtschaftlichkeitsindikator für Kraft-Wärme-Kopplungs-Anlagen (KWK-Anlagen), die am Strommarkt agieren. Ähnlich wie beim Spark Spread, bzw. dem Green Spark Spread inklusive CO2-Emissionskosten, wird ein Deckungsbeitrag aus Stromerlösen und Kosten  für Brennstoff inklusive CO2-Emissionen berechnet. Zusätzlich werden beim COGIX auch noch die Wärmeerlöse der KWK-Anlage betrachtet.

## Rechenformel zur Indexbestimmung
Der COGIX berechnet sich aus verallgemeinerten Annahmen zur KWK-Anlage und den aktuellen Referenzpreisen von Input- und Outputgrößen, wie Brennstoff, Treibhausgasen, elektrischer und thermischer Energie.
{\displaystyle COGIX=p_{el}^{KWK}-{\frac {p_{bs}^{KWK}+e^{KWK}\cdot p_{CO_{2}}}{\eta _{el}^{KWK}}}+{\frac {p_{th}^{KWK}}{\sigma _{A}^{KWK}}}}
Hierbei bedeuten
COGIX : Deckungsbeitrag für den KWK-Strom in €/MWhel

pelKWK : erzielbarer Strompreis in €/MWhel

pthKWK : erzielbarer Wärmepreis frei KWK-Anlage in €/MWhth

pbsKWK : Brennstoffpreis frei KWK-Anlage in €/MWhbs

pCO2 : Preis für CO2-Emissionsrechte in €/tCO2e

eKWK : spezifische, brennstoffbezogene CO2-Emissionen in tCO2e/MWhbs

ηelKWK : elektrischer Nutzungsgrad der KWK-Anlage

σAKWK : arbeitsbezogene Stromkennzahl der KWK-Anlage

## Anwendung
Für den anlegbaren Wärmepreis ab Kraftwerk hat sich das 1,3-fache des Preises für Kraftwerksgas als brauchbar herausgestellt. Damit kann großen Industriekunden ein attraktiver individueller Fernwärmepreis geboten werden und es lassen sich auch höhere Vertriebskosten für Gewerbe und Haushalte mit einem Fernwärmetarif darstellen, der sich an Wärmeversorgungskosten mit Erdgas- oder Heizölkessl orientiert.
Da die Stromkennzahl den COGIX nicht signifikant beeinflusst, wird normativ von einer Stromkennzahl von σ=1 ausgegangen, wie man sie bei kleinen GuD-Anlagen und großen Blockheizkraftwerken findet. Als Gesamtwirkungsgrad wird ein Wert von 85 % angenommen, so dass sich mit der obigen Stromkennzahl elektrische und thermische Wirkungsgrade von ηel = ηth = 42,5 % ergeben.
Der Emissionsfaktor für Erdgas liegt bei 0,2 t pro MWh Brennstoff.
Der COGIX ist ein Index, der die generelle Wirtschaftlichkeit von (gasbetriebenen) KWK-Anlagen beurteilen soll, die am Strommarkt agieren. Er ist nicht dazu gedacht, ein bestimmtes Investitionsprojekt zu beurteilen. Da die langfristige Vermarktung von Kraftwerksleistung üblicherweise am Terminmarkt geschieht, werden auch die variablen Referenzpreise des COGIX (Baseloadpreis, Erdgaspreis, CO2-Zertifikatepreis) vom Terminmarkt mit Lieferung im folgenden Kalenderjahr (Future Y+1) genommen. Zum Großhandelspreis von Erdgas werden 4 €/MWh (bezogen auf Hs) für Transport und Strukturierung addiert.
{\displaystyle COGIX_{gas}=p_{el}^{KWK}-1,053\cdot p_{gas}^{KWK}-0,47{\frac {t_{CO2e}}{MWh}}\cdot p_{CO_{2}}}
Anmerkung: Es lässt sich auch ein COGIX für KWK-Kohlekraftwerke aufsetzen, indem Emissionsfaktor, Wirkungsgrad und Brennstoffpreis-Referenz entsprechend angepasst werden. Der Emissionsfaktor von Kohle beträgt 0,34 t pro MWh Brennstoff. Beim Kohleheizkraftwerk geht man von einer Stromkennzahl von 0,7 aus, d. h. ηel = 35 % und ηth = 50 %. Die Transportkosten für Kohle werden mit knapp 2 €/MWhBrennstoff abgeschätzt.
{\displaystyle COGIX_{coal}=p_{el}^{KWK}-2,857\cdot p_{coal}^{KWK}+1,857\cdot p_{gas}^{KWK}-0,97{\frac {t_{CO2e}}{MWh}}\cdot p_{CO_{2}}}